# Ian Garry
Pour les articles homonymes, voir Garry.
Ian David Machado Garry, né Garry le 17 novembre 1997 à Portmarnock en Irlande, est un pratiquant irlandais d'arts martiaux mixtes (MMA). Il combat actuellement dans la catégorie des poids mi-moyens de l'Ultimate Fighting Championship (UFC).

## Biographie

### Jeunesse et débuts en boxe
Ian David Garry naît le 17 novembre 1997 à Portmarnock, dans le comté de Fingal, en Irlande.
Il commence à s'entraîner à la boxe à l'âge de 10 ans, et lorsque Conor McGregor attire l'attention sur les arts martiaux mixtes (MMA) en Irlande. Il essaye également la pratique du judo pour élargir ses compétences en arts martiaux. Il devient ceinture noire de judo à l'âge de 18 ans, et après avoir fréquenté l'université pendant quelques mois, il abandonne pour se concentrer complètement sur les arts martiaux.
Il dispute son premier combat amateur juste après ses 19 ans, et fait ses débuts professionnels à l'âge de 21 ans.

### Carrière en arts martiaux mixtes

#### Cage Warriors (2019-2021)
Le 16 février 2019, il affronte l'Irlandais James Sheehan à Liverpool, en Angleterre, et remporte le combat par décision unanime. Le 6 septembre 2019, il affronte l'Italien Matteo Ceglia à Londres, en Angleterre, et remporte le combat par KO technique. Le 9 novembre 2019, il affronte l'Anglais Mateusz Figlak à Cork, en Irlande, et remporte le combat par soumission technique.
Le 25 septembre 2020, il affronte l'Anglais George McManus à Manchester, en Angleterre, et remporte le combat par KO technique. Le 12 décembre 2020, il affronte l'Anglais Lawrence Jordan Tracey à Londres, en Angleterre, et remporte le combat par KO technique. Le 19 mars 2021, il affronte le Suédois Rostem Akman à Liverpool, en Angleterre, et remporte le combat par KO. Le 26 juin 2021, il affronte l'Anglais Jack Grant à Londres, en Angleterre, et remporte le combat par décision unanime.

#### Ultimate Fighting Championship (depuis 2021)
Le 6 novembre 2021, il affronte l'Américain Jordan Williams à New York, dans l'État de New York, et remporte le combat par KO. Le 9 avril 2022, il affronte l'Américain Darian Weeks à Jacksonville, en Floride, et remporte le combat par décision unanime. Le 2 juillet 2022, il affronte l'Américain Gabriel Green à Las Vegas, dans le Nevada, et remporte le combat par décision unanime.
Le 4 mars 2023, il affronte le Chinois Song Kenan à Las Vegas, dans le Nevada, et remporte le combat par KO technique. Le 13 mai 2023, il affronte l'Américain Daniel Rodriguez à Charlotte, en Caroline du Nord, et remporte le combat par KO technique. Le 19 août 2023, il affronte l'Américain Neil Magny à Boston, dans le Massachusetts, et remporte le combat par décision unanime.
Le 17 février 2024, il affronte l'Américain Geoff Neal à Anaheim, en Californie, et remporte le combat par décision partagée. Le 29 juin 2024, il affronte le Britannique Michael Page à Las Vegas, dans le Nevada, et remporte le combat par décision unanime. Le 7 décembre 2024, il affronte le Kazakhstanais Shavkat Rakhmonov à Las Vegas, dans le Nevada, et perd le combat par décision unanime,,. Le 26 avril 2025, il affronte le Brésilien Carlos Prates à Kansas City, dans le Missouri, et remporte le combat par décision unanime,,.

## Vie privée
Le 26 février 2022, Ian Garry épouse Layla Anna-Lee à Las Vegas, dans le Nevada, aux États-Unis.
En avril 2022, il annonce que sa femme est enceinte de leur premier enfant. En octobre 2022, il annonce qu'il a désormais un fils.

## Palmarès en arts martiaux mixtes

### Distinctions
- Ultimate Fighting Championship
  - Performance de la soirée (× 1) : face à Daniel Rodriguez[25].